# Бранковице
Бранковице (чеш. Brankovice) је насељено мјесто са административним статусом варошице (чеш. městys) у округу Вишков, у Јужноморавском крају, Чешка Република.

## Становништво
Према подацима о броју становника из 2014. године насеље је имало 880 становника.